# Lundaspelen
Lundaspelen (deutsch: Die Lund-Spiele) sind ein jährlich im schwedischen Lund ausgetragenes Jugendturnier in den Sportarten Handball und Basketball. Es ist nach Angaben des Veranstalters das größte Hallenhandballturnier der Welt und gilt als eines der größten Basketballjugendturniere Europas. Das Handballturnier findet jährlich Ende Dezember, das Basketballturnier Anfang Januar statt.

## Geschichte
1974 riefen die vier Sportvereine Lugi Handboll, IK Eos Lund, Lunds IS und Lunds FF einen Sportring („Idrottsringen“) ins Leben, um die Zusammenarbeit untereinander zu verstärken und gemeinsam die wirtschaftlichen Möglichkeiten zu vergrößern. Lars-Erik Larsson schob im August 1978 den Gedanken eines Turniers an und setzte sich mit den örtlichen Behörden in Verbindung. Zu den Zielen, die mit dem Aufbau eines länderübergreifenden Jugendturniers erreicht werden sollten, gehörte das Knüpfen von Kontakten zu Sportlern aus dem Ausland. Zwischen dem 27. und 30. Dezember 1978 fanden parallel das erste Handball- und das erste Eishockeyturnier statt, vom 3. bis 6. Januar 1979 gab es die Premiere des Basketballturniers. Es folgte ein Fußballturnier. Das Eishockeyturnier wurde schnell wieder eingestellt, im Fußball wurden bis 1982 Austragungen durchgeführt, 2007 erlebte das Fußballturnier eine Neuauflage. Die Handball- und Basketballturniere wurden dagegen Fixpunkte.

### Handball
Veranstalter des Handballturniers ist der Verein Lugi Handboll.
113 Mannschaften traten bei der Premiere im Dezember 1978 in Lund an, 1983 waren es mehr als 400.
Im Dezember 2018 waren 691 Mannschaften aus 15 Ländern mit insgesamt mehr als 7000 Sportlern in 22 Wettkampfklassen (jeweils weiblich und männlich in U8, U9, U10, U11, U12, U13, U14, U15, U16, U19 sowie Rollstuhlhandball und eine Sonderwettkampfklasse) gemeldet. Wegen der COVID-19-Pandemie fand das Turnier im Dezember 2020 sowie im Dezember 2021 nicht statt.

### Basketball
Die Basketballveranstaltung wird vom Verein IK EOS Lund ausgerichtet.
Am ersten Basketballturnier in Lund nahmen zu Jahresbeginn 1979 39 Mannschaften teil, 1980 waren es bereits 103 und bei der dritten Auflage im Jahr 1981 spielten 211 Mannschaften. Zur 41. Turnierauflage Anfang 2019 meldeten 380 Mannschaften, was eine neue Bestmarke für die Veranstaltung bedeutete. 2019 wurde ebenfalls die Direktübertragung aller Lundaspelen-Partien im Internet eingeführt.
Von 1979 bis 1995 wurde in den Wettkampfklassen U13, U15, U17 und U19 (jeweils weiblich und männlich) gespielt, 1995 kamen bei beiden Geschlechtern die Kategorien U14 und U16 hinzu. 2008 verschwand die U19-Spielklasse, dafür kam die U20 hinzu. 2010 gab es eine erneute Erweiterung mit der Aufnahme der Wettkampfklassen U11 sowie U12. 2013 wurde erstmals die Wettkampfklasse Rollstuhlbasketball ausgetragen. Im Vorfeld der Austragung des Turniers im Januar 2020 wurde die Spielklasse U20 in die Spielklasse U23 umgewandelt, um älteren Spielerinnen und Spielern die Teilnahme zu ermöglichen.
Mit Stand April 2017 hatten seit 1979 im Ländervergleich Mannschaften aus Dänemark (4557) die größte Teilnehmerzahl seit 1979 gestellt, gefolgt von schwedischen (4366) und deutschen Mannschaften (1617). Österreich (122 Mannschaften nahmen seit 1979 teil) stand auf dem siebten Rang. Neben Teilnehmermannschaften aus zahlreichen europäischen Ländern spielten zwischen 1979 und 2017 teils auch Mannschaften aus Australien, Chile, Kanada sowie den Vereinigten Staaten in Lund.
Die Austragung des Turniers im Januar 2021 wurde wegen der COVID-19-Pandemie ebenso abgesagt wie im Januar 2022.
Erster Lundspelen-Sieger aus dem deutschsprachigen Raum war 1984 die BG Zehlendorf in der Wettkampfklasse U13-Mädchen, 1987 gelang mit dem ASC Göttingen (U19-Jungen) erstmals einer deutschen Mannschaft der Turniersieg in einer männlichen Spielklasse.
Rekordsieger im Basketball ist der dänische Verein Hørsholm BBK mit 40 Lundaspelen-Titeln (Stand 2020), als erfolgreichster deutscher Vertreter wird der TuS Lichterfelde mit zehn Turniersiegen geführt.